# Zygmunt Kłodnicki
Zygmunt Kłodnicki (ur. w 1941 w Niżborgu Szlacheckim) – polski etnograf, etnolog, doktor habilitowany nauk humanistycznych w zakresie historii, emerytowany profesor Uniwersytetu Śląskiego (UŚ).

## Życiorys
Ukończył etnografię na wydziale Filozoficzno-Historycznym Uniwersytetu Wrocławskiego (UWr) (1964). Na Wydziale Historyczno-Pedagogicznym UWr obronił pracę doktorską Transport ręczny i nasobny w kulturach ludowych środkowej Europy (1976). Tamże habilitował się na podstawie dorobku naukowego i książki Tradycyjne rybołówstwo śródlądowe w Polsce. Zarys historii sposobów, narzędzi badawczych i urządzeń rybackich w świetle metody retrogresywnej (1993). Zatrudniony w Katedrze Etnografii Ogólnej i Słowian UWr (1964–1966), Zakładzie Polskiego Atlasu Etnograficznego Instytutu Historii Kultury Materialnej (później Instytut Archeologii i Etnologii) PAN we Wrocławiu (1970–1976), w Katedrze Etnologii UWr (1976–1997). 
Profesor nadzwyczajny w Instytucie Nauk Społecznych i Nauk o Kulturze, później przekształconym w Instytut Etnologii i Antropologii Kulturowej UŚ (1997–2013); prodziekan ds. naukowych, artystycznych i współpracy z zagranicą na Wydziale Pedagogiczno-Artystycznym UŚ (1990–2002); zastępca dyrektora ds. etnologii Kolegium Polskiego Międzynarodowej Szkoły Nauk o Edukacji i Kulturze UŚ (2002–2003). Dziekan ds. nauki i współpracy z zagranicą na Wydziale Etnologii i Nauk o Edukacji UŚ (2003–2005); prodziekan ds. nauki i współpracy z zagranicą na Wydziale Etnologii i Nauk o Edukacji UŚ (2005–2008). Dyrektor Instytutu Etnologii i Antropologii Kulturowej UŚ w Cieszynie (2008–2011). Stypendysta Fundacji Alexandra von Humboldta (1985–1986). 
Honorowy członek Polskiego Towarzystwa Ludoznawczego (PTL).

## Zainteresowania badawcze
Metody etnogeograficzna i retrogresywna, zróżnicowanie kulturowe Polski i Europy, kultura duchowa Kresów południowo-wschodnich, kultura ludów Oceanii (żegluga) i Australii (kultura materialna). Prowadził badania terenowe we wsiach stanowiących siatkę badawczą Polskiego Atlasu Etnograficznego – tematyka: kultura materialna, zwyczaje i obrzędy urodzinowe i pogrzebowe (1960–1976).

## Pełnione funkcje
- PTL – prezes (kadencja 1990–1999), wiceprezes (kadencje 1989–1990, 2002–2008)[4]
- Komitet Nauk Etnologicznych Polskiej Akademii Nauk (KNE PAN): członek (kadencja 1990–2014), członek Prezydium (kadencja 2003–2006)[5]
- członek Sekcji Folklorystycznej KNE PAN (2001–2019)[4]

## Odznaczenia i medale
- Odznaka Ministra Kultury i Sztuki Rzeczypospolitej Polskiej „Zasłużony Działacz Kultury”(1994)[3]
- Medal Komisji Edukacji Narodowej (1995)[4]
- Brązowy medal Zasłużony Kulturze Gloria Artis (2007)[6]
- Srebrny medal Zasłużony Kulturze Gloria Artis (2020)[6]

## Wybrane publikacje

### Książki
- 1992: Kronika Polskiego Towarzystwa Ludoznawczego (1895–1995). Wrocław: Wydawnictwo Uniwersytetu Wrocławskiego[7].
- 2017: Polski atlas etnograficzny. Historia, osiągnięcia, perspektywy badawcze. Katowice: Wydawnictwo Uniwersytetu Śląskiego [wraz z A. Pieńczak, J. Koźmińską][8].

### Prace pod redakcją
Komentarze do Polskiego Atlasu Etnograficznego:
- 1993 Rolnictwo i hodowla. Wrocław: Polskie Towarzystwo Ludoznawcze, t.1, cz. 1 [wraz z J. Bohdanowiczem].
- 1994 Rolnictwo i hodowla. Wrocław: Polskie Towarzystwo Ludoznawcze, t. 1, cz. 2 [wraz z J. Bohdanowiczem][5].
- 1995 Budownictwo. Wrocław: Polskie Towarzystwo Ludoznawcze, t. 2 [wraz z J. Bohdanowiczem].
- 1996 Pożywienie i sprzęty z nim związane. Wrocław: Polskie Towarzystwo Ludoznawcze, t. 3 [wraz z E. Pietraszkiem].
- 1997 Transporty i komunikacja lądowa. Wrocław: Polskie Towarzystwo Ludoznawcze, t. 4 [wraz z J. Bohdanowiczem][5].
- 1999 Zwyczaje, obrzędy i wierzenia pogrzebowe. Wrocław: Polskie Towarzystwo Ludoznawcze, t. 5 [wraz z J. Bohdanowiczem].
- 2002 Pomoc wzajemna. Współdziałanie społeczne i pomoc sąsiedzka. Wrocław-Cieszyn: Polskie Towarzystwo Ludoznawcze, t. 7 [wraz z A. Drożdżewską].
- 2002 Wiedza i wierzenia ludowe. Wrocław-Cieszyn: Polskie Towarzystwo Ludoznawcze, t. 6 [wraz z A. Pieńczak].

### Artykuły
- 1970 Zagadnienie zróżnicowania etnicznego Austronezji w świetle analizy transportu wodnego. „Nautologia”, nr 3/4, s. 12–29.
- 1975 „Rezginia” in Europe. „Ethnologia Europaea”, vol. 8, zesz. 2, s. 101–110[9].
- 1990 Das Wurfnetz in Polen und in den benachbarten Ländern. Ein Beispiel der Wanderung eines Kulturelements. “Acta Ethnographica Academia Scientiarum Hungaricae”, t. 24, s. 265–281.
- 2012 „Czesi” – stereotypowe obrazy, opinie i obserwacje mieszkańców województwa śląskiego. [W:] Pogranicze – Sąsiedztwo – Stereotypy. Przypadek polsko-czeskich relacji wraz z francusko–niemieckim case study. Red. A. Kasperek. Katowice: Polska Akademia Nauk Oddział w Katowicach, Stowarzyszenie Rozwoju i Współpracy Regionalnej „Olza”, t.1, s. 31–75.
- 2012 Ślązacy a „Hanysi” w województwie śląskim. [W:] Katowice w kulturze pogranicza. Rola Katowic w kulturze i nauce. Red. A. Barciak. Katowice, t.1, s. 59–99[5].
- 2012 Grupy etniczne i etnograficzne na polskim Podkarpaciu – problem Lachów. [W:] Pogranicze – Sąsiedztwo – Stereotypy. Przypadek polsko-słowackich relacji. Grupy etniczne i etnograficzne na polskim Podkarpaciu. Red. A. Kasperek. Katowice: Polska Akademia Nauk Oddział w Katowicach i Stowarzyszenie Rozwoju i Współpracy Regionalnej „Olza”, t. 2, s. 91–149.
- 2015 Demonologia ludowa – propozycje do systematyki. Z prac w archiwum Polskiego atlasu etnograficznego w Cieszynie. „Ethnologia Europae Centralis”, t. 12, s. 96–121 [wraz z E. Diakowską-Kohut].
- 2019 The Atlas of Cultural Heritage of the Polish Village (a Project). „Studia Etnologiczne i Antropologiczne”, t. 19, s. 25–45 [wraz z A. Pieńczak].